# Urcuquí
Urcuquí è una parrocchia urbana dell'Ecuador, capoluogo del cantone di San Miguel de Urcuquí, nella provincia dell'Imbabura.